# Bobotov Kuk
Il Bobotov Kuk (2.522 m s.l.m.) è la montagna più alta del massiccio del Durmitor nelle Alpi Dinariche. 
Si trova nel Montenegro e un tempo si pensava che ne costituisse il punto più elevato. Si è in seguito scoperto che tre rilevi al confine con l'Albania, il più alto dei quali risulta lo Zla Kolata, superavano in altezza il Bobotov Kuk.